# Flower Mound
Flower Mound is een plaats (town) in de Amerikaanse staat Texas, en valt bestuurlijk gezien onder Denton County en Tarrant County.

## Demografie
Bij de volkstelling in 2000 werd het aantal inwoners vastgesteld op 50.702.
In 2006 is het aantal inwoners door het United States Census Bureau geschat op 65.851, een stijging van 15149 (29.9%).

## Geografie
Volgens het United States Census Bureau beslaat de plaats een oppervlakte van
112,4 km², waarvan 105,9 km² land en 6,5 km² water.

## Plaatsen in de nabije omgeving
De onderstaande figuur toont nabijgelegen plaatsen in een straal van 8 km rond Flower Mound.

## Geboren
- Eric Estornel (6 november 1978), Amerikaans dj bekend als Maceo Plex
- Sarah Huffman (5 maart 1984), Amerikaanse voetbalster
- Brighton Sharbino (19 augustus 2002), Amerikaanse actrice